# Стіллвотер Тауншип (Нью-Джерсі)
Стіллвотер Тауншип (англ. Stillwater Township) — селище (англ. township) в США, в окрузі Сассекс штату Нью-Джерсі. Населення — 4004 особи (2020).

## Демографія
Згідно з переписом 2010 року, у селищі мешкало 4099 осіб у 1553 домогосподарствах у складі 1142 родин. Було 1930 помешкань
Расовий склад населення:
| - 97,1 % — білих - 0,7 % — чорних або афроамериканців - 0,7 % — азіатів |

До двох чи більше рас належало 1,3 %. Частка іспаномовних становила 2,2 % від усіх жителів.
За віковим діапазоном населення розподілялося таким чином: 21,9 % — особи молодші 18 років, 66,9 % — особи у віці 18—64 років, 11,2 % — особи у віці 65 років та старші. Медіана віку мешканця становила 43,8 року. На 100 осіб жіночої статі у селищі припадало 97,9 чоловіків;  на 100 жінок у віці від 18 років та старших — 100,1 чоловіків також старших 18 років.
Середній дохід на одне домашнє господарство  становив 84 130 доларів США (медіана — 79 392), а середній дохід на одну сім'ю — 94 734 долари (медіана — 81 861). Медіана доходів становила 58 472 долари для чоловіків та 34 659 доларів для жінок. За межею бідності перебувало 6,3 % осіб, у тому числі 11,0 % дітей у віці до 18 років та 2,2 % осіб у віці 65 років та старших.
Цивільне працевлаштоване населення становило 2127 осіб. Основні галузі зайнятості: освіта, охорона здоров'я та соціальна допомога — 15,8 %, будівництво — 11,6 %, транспорт — 11,0 %.